# Senka
Cesarz Senka (jap. 宜化天皇 Senka tennō) — 28. cesarz Japonii według tradycyjnego porządku dziedziczenia.
Senka panował w latach 536–539. Nie zostawił po sobie dziedzica, tytuł cesarza przejął jego młodszy brat
Mauzoleum cesarza Senka znajduje się w Kashihara w prefekturze Nara. Nazywa się ono Musa no Tsukisaka no e no misasagi.